# Антипова Лідія Климівна
Антипова Лідія Климівна (нар. 28 січня 1950, Корсунівка, Сенчанський район, Полтавська область) — українська науковиця у галузі рослинництва, доктор сільськогосподарських наук (2010), доцент, старший науковий співробітник.

## Біографія
Середню школу Лідія Антипова закінчила у 1967 р.
 У 1968 р. вона вступила до Херсонського сільськогосподарського інституту ім. О. Д. Цюрупи, а в 1974 р. закінчила його за спеціальністю «Агрономія».
Трудовий стаж почався з 1967 р.
З 1972 р. — працювала на Миколаївській обласній державній сільськогосподарській дослідній станції, спочатку робочою, а після отримання вищої освіти — старшим техніком, потім молодшим науковим співробітником.

### Основні напрями досліджень
Основні напрями досліджень Л. Антипової пов'язані з розробкою та удосконаленням технології вирощування люцерни на насіння. Набувши досвіду виконання державних наукових завдань, з 1978 р., перебуваючи на посаді старшого наукового співробітника, очолила групу вчених по розробці і удосконаленню технології вирощування цієї культури. Найбільш ефективні ресурсоощадні технології успішно впроваджувалися у виробництво, що забезпечувало підвищення урожайності насіння на 15-38 %. Узагальнення матеріалів наукових досліджень дало можливість опублікування технологічних поопераційних проектів вирощування сільськогосподарських культур (у тому числі люцерни) на Півдні України на незрошуваних землях (Миколаїв, 1982). Практичні пропозиції, що базувалися на результатах всебічних наукових досліджень, були використані при виданні науково обґрунтованих систем землеробства Миколаївської області (Миколаїв, 1987).
Уперше в підзоні Степу південного України була визначена реальна ефективність і доцільність застосування певних сполучень елементів живлення при зрошенні, а при вирощуванні люцерни за умов природного зволоження, без зрошення, — мікродобрив і регулятора росту диметилсульфоксиду.
 У 1992 р. Л. Антипова захистила дисертацію на здобуття наукового ступеня кандидата сільськогосподарських наук зі спеціальності рослинництво за темою «Влияние макро- и микроудобрений, ростового препарата диметилсульфоксида на семенную продуктивность люцерны в условиях южной Степи Украины» у спеціалізованій вченій раді Херсонського сільськогосподарського інституту ім. О. Д. Цюрупи.
Для аграріїв були розроблені практичні рекомендації по удосконаленню системи удобрення люцерни, яка забезпечувала підвищення насіннєвої продуктивності при внесенні мінеральних добрив на зрошуваних землях на 15-18 %, при застосуванні молібдену (без зрошення) — на 15-38 %. Ще вищі прирости врожайності насіння забезпечувало використання диметилсульфоксиду в незрошуваних умовах — 33-38 %.
У зв'язку зі зміною форм господарювання значно менше в нашій країні залишилося зрошуваних земель, зокрема під багаторічними травами, тому наукові дослідження були спрямовані на розробку моделей технологій вирощування люцерни на неполивних землях посушливого Півдня України.
Важливий вклад було зроблено Л. Антиповою у дослідження динаміки елементів живлення в ґрунті під люцерною різних років життя залежно від доз і строків внесення мінеральних добрив.
Унікальними є напрацювання щодо формування кореневої системи люцерни насіннєвого призначення в різних шарах ґрунту залежно від регуляторів росту, способів обробітку ґрунту, що дало змогу визначити нагромадження у ґрунті елементів живлення, зокрема азоту.

### Пріоритети
Л. Антипова для незрошуваних умов чорноземів південних Степу України уперше:
- обґрунтована та розроблена оптимізована система живлення люцерни,
- виявлена ефективність позакореневого азотного підживлення у фазу плодоутворення культури,
- визначено баланс елементів живлення та запропоновані більш екологічно безпечні дози для удобрення насіннєвої люцерни;
- встановлено реакцію культури на проведення основного обробітку ґрунту різними знаряддями на різну глибину та зміни при цьому у формуванні кореневої системи.
- З'ясовано баланс гумусу та грошовий еквівалент підвищення ґрунтової родючості за різних способів основного обробітку ґрунту; визначено найбільш ефективний спосіб весняного розпушування ґрунту на посівах другого та наступних років життя;
- доведена доцільність застосування на насінниках за посушливих умов зони регуляторів росту рослин для раціонального використання ФАР та гідроресурсів, послаблення негативної дії несприятливих погодних умов; визначено найкращі строки сівби та способи захисту люцерни від бур'янів;
- рекомендовано для зменшення витрат трудових ресурсів застосування на посівах сучасних гербіцидів; вивчено динаміку популяції шкідників у посівах люцерни різних укосів на насіння та дано комплексну оцінку сортового складу люцерни, тривалості використання посівів на насіннєві цілі, якості одержаного врожаю насіння різних сортів.

У цілому, Л. Антиповою розроблені й обґрунтовані ефективні заходи, спрямовані на підвищення насіннєвої продуктивності, покращання якості посівного матеріалу, зменшення енерговитрат на вирощування люцерни, збагачення ґрунту кореневими рештками культури та біологічним азотом. Встановлено кореляційні зв'язки і визначено вплив погодних умов на формування врожаю насіння люцерни.

### Докторська дисертація
Рішенням Вченої Ради Миколаївської державної сільськогосподарської дослідної станції Л. Антиповій у 1996 р. присвоєне вчене звання старшого наукового співробітника зі спеціальності «Рослинництво». Матеріали її дисертаційних досліджень були складовою частиною науково-технічної програми «Кормовиробництво». Цикл досліджень, які виконувалися з 1979 року, було підсумовано у вигляді докторської дисертації на тему «Наукові основи та агротехнічні заходи вирощування люцерни на насіння в південному Степу України», яку Л. Антипова успішно захищає в 2010 році у спеціалізованій вченій раді ВДНЗ «Херсонський державний аграрний університет» Міністерства аграрної політики України.
Наукові інтереси Л. Антипової полягають не тільки в розробці технологій вирощування люцерни насіннєвого призначення, але й інших багаторічних бобових і злакових трав для поліпшення кормової бази тваринництва Півдня України. Багато уваги приділяється вченою розробці і застосуванню інтегрованих систем захисту не тільки люцерни, але і зернових колосових сільськогосподарських культур. Вона, як науковець, здатна не тільки досліджувати, аналізувати і писати наукові праці, але й відстоювати свої наукові погляди, ідеї, дискутувати з опонентами і переконувати їх. Вміння знаходити спільну мову з вченими інших зарубіжних країн (Росії, Білорусі, Латвії) на міжнародних конференціях сприяло підвищенню рейтингу наукових установ, де працювала і зараз працює Лідія Антипова.
Загальний стаж її роботи становить 45 років, у тому числі науково-дослідницький — 37 років.
З 1972 до 2009 р. працювала в Миколаївському інституті АПВ НААНУ, а потім — у Миколаївському ДАУ.
Зараз працює на посаді професора кафедри рослинництва та садово-паркового господарства МНАУ. Стаж науково-педагогічної роботи у вищих закладах освіти близько 7 років.
 Антипова Л. К. займається науковою та методичною роботою на високому рівні, має більше 160 наукових публікацій, із них близько 70 наукового (у тому числі 6 книг, з них 2 одноосібні монографії, 3 патенти), 7 — методичного характеру.
У 2011 р. рішенням Вченої Ради Миколаївського державного аграрного університету їй присвоєне вчене звання доцента зі спеціальності «Рослинництво».
Вона впроваджує нові форми навчання, викладає дисципліни за кредитно-модульною системою організації навчального процесу та оцінює знання студентів згідно рейтингової системи контролю успішності. Здійснює керівництво написанням курсових та дипломних робіт ОКР «Спеціаліст» та «Магістр» студентів денної та заочної форм навчання. Активно працює з закріпленими за нею аспірантами, допомагаючи проводити на високому науково-технічному рівні заплановані дослідження.
Протягом багатьох років є одним з ініціаторів та організаторів проведення міжнародних та регіональних науково-практичних конференцій. Вона активно займається науково-організаційною роботою факультету.